# تريفور روبسون
تريفور روبسون (بالإنجليزية: Trevor Robson)‏ (4 يناير 1952 بستوك أون ترينت في المملكة المتحدة - ) هو لاعب كرة قدم بريطاني في مركز الدفاع. لعب مع بورت فايل.